# 试播集 (穹顶之下)
〈试播集〉（英語：Pilot）是哥伦比亚广播公司根据斯蒂芬·金的同名小说而改编的电视剧《穹顶之下》的第一集。

## 剧情
戴尔·“芭比”·芭芭拉（由迈克·沃格尔扮演）把一个男人的尸体埋在了一个名为切斯特磨坊的小镇的森林里，当他想离开这个小镇时，一堵奇异的隐形墙突然出现并把整个小镇包裹起来。同时，卡罗琳·希尔（由艾莎·辛德斯扮演）和她的同伴爱丽丝·卡尔弗特（由萨曼莎·玛希斯扮演）正驾车经过小镇，希尔的女儿突然晕厥并重复着“粉红色的星星正在坠落”。之后，戴尔救了父母不在小镇的乔·麦克阿莱斯特（由科林·福特扮演）一命，因此，一个正在调查小镇甲烷运输的当地的报社记者茱莉亚·萨姆维（由蕾切尔·李费佛扮演）似乎开始注意戴尔。小镇的议员，绰号“大吉姆”的詹姆斯·雷尼（由迪恩·诺里斯扮演）很快发布了紧急通知，小镇警长杜克·帕金斯（由杰夫·费伊扮演）和他的副官琳达·埃斯基韦尔也试图停止恐慌在小镇的蔓延，小镇人也发现包裹他们的不是墙壁而是穹顶。大吉姆的儿子小吉姆（由亚历山大·科赫扮演）怀疑安吉·麦卡利斯特（由布丽特妮·罗伯森扮演）和芭芭拉有一腿而绑架了她并把她囚禁在地下室。过了一段时间，议员雷尼和警长帕金斯的秘密甲烷储存被揭露。茱莉亚邀请芭芭拉到她家过夜，在那里芭芭拉发现茱莉亚就是他杀害的男人皮特的妻子。当杜克·帕金斯靠近墙壁并认为整个小镇正在接受惩罚时，他的心脏起搏器突然爆炸。美国军方包围了小镇，这个前所未有的现象也在世界范围内被广泛报道和讨论。

## 制作
2012年11月哥伦比亚广播公司在没有观看试播集的情况下宣布直接预定《穹顶之下》的第一季。哥伦比亚广播公司的执行妮娜·苔丝勒称“这是一本很棒的小说，由它改编的电视剧会以出色的表演和制作价值创造一个夏季收视神话。”《穹顶之下》的拍摄于2013年2月28日在加利福尼亚北部的绍斯波特和北卡罗来纳州的威尔明顿开始。
威尔明顿取景的一栋建筑也在电视剧《篮球兄弟》中出现。

## 反响

### 收视
在美国共有1353万人观看了《穹顶之下》的试播集，其中18到49岁的收视率是3.3/9，这意味着全体18到49岁的人群中有3.3%观看了这一集，而试播集播出时在看电视的18到49岁人群中有9%选择观看试播集。这部剧的收视率在同时段是最高的，在整个晚间时段上相比和国家冰球联盟斯坦利杯总决赛的第六场并列第一，这个数据刷新了CBS从2000年《老大哥》首播以来的首播收视纪录、从1992年《马利布路2000号》首播以来的夏季电视剧首播收视纪录和《杀手之王》首播以来的电视剧首播收视纪录。它还赢过了通档期2012年秋季《天堂执法者》第三季首播1.8的收视率和CBS最近转播CTV的电视剧《闪点行动》首播1.9的收视率。试播集处于当周18到49岁观众人数排行榜第一，紧随其后的是《美国达人》。
加上把试播集录下来观看的316万人，试播集共有1669万人观看，18到49岁人群收视率也上升到4.3。再算上通过+7直播的观众，观众总数达到了1776万人。最后算上通过其他娱乐设备观看的人数，总观众数量是1985万人。
在加拿大，共有208.5万人没有看2013年国家冰球联盟斯坦利杯总决赛而观看本剧，其中18到49岁人数为约90.4万。试播集处于当周排行榜第二。

### 评价
| 媒体             | 得分   |
| ---------------- | ------ |
| IGN              | 8.3/10 |
| 《纽约每日新闻》 | [ 18 ] |

试播集获得了很好的评价。目前在《今日美国》工作的评论员罗伯特·比安科比较了小说和电视剧的差别并说： “公平的说，从《穹顶》开始金的电视剧是相当惨淡的。”但之后他正面地评价试播集：“要说今晚最奇妙的首播的电视剧，《穹顶》就是了。”Zap2it网站的安德拉·莱贺在看过小说和电视剧后给出了正面评价： “我们已经读过原小说很多次了，并且，作为喜欢小说的人，我们很享受这个试播集。它抓住了原作的精髓，同时进行了适当地改编，因此我们沉浸在故事里，因为我们根本不知道将要发生什么。”《娱乐周刊》的达伦·弗莱尼茨给了试播集一个正面评价：“我是斯蒂芬·金小说的粉丝，很明显，虽然电视剧剔除了小说原有的独特路径，但是它还保留了着原作大部分精髓的灵感。”
IGN的马特·福勒给了一个偏向正面的综合评价：“这部剧有几个问题：有一个好的手法、好的开端却没有好的结尾，这的确是的。《迷失》更让人耳目一新。”之后他表达了关于人物的看法： “在试播集就出现这么多人物，这当然是一个艰难的平衡，因为这是一部你无法剔除很多角色的电视剧。但是纵观过去的科幻剧，当其他人物都变得没看头时，总有奇怪的、令人烦恼的人物因为什么原因而不去应对变化的世界。”最后他总结道：“我想说的是，那些寻找最接近《迷失》替代品的人，《穹顶之下》是你的菜。”《滚石》杂志的罗伯·谢菲尔德也把这部剧和《迷失》做了对比：“（这部电视剧）既有宏达的故事又有细节的描写，这是自从《迷失》结束后电视业所达不到的。并且执行制片人斯蒂芬·斯皮尔伯格的首肯不能作为保障时（还记得《史前新纪元》吗？），这部像电影一样制作的电视剧，甚至直接以斯坦利·库布里克的《2001太空漫游》的场景开头了。”
《洛杉矶时报》的玛丽·麦克纳马拉给了这部剧一个中评：“对一个如此宽广和似乎有深意的故事，试播集的节奏没必要像赶着开派对一样快。”然而，她有给演员的表演鼓掌，称那是“有为的”。